# Đinh Xuân Việt
Đinh Xuân Việt (sinh ngày 10 tháng 11 năm 1983) là một cựu cầu thủ bóng đá người Việt Nam.